# Niesthrea louisianica
Niesthrea louisianica är en insektsart som beskrevs av Sailer 1961. Niesthrea louisianica ingår i släktet Niesthrea och familjen smalkantskinnbaggar. Inga underarter finns listade i Catalogue of Life.